# Jean Marie du Lau d’Allemans

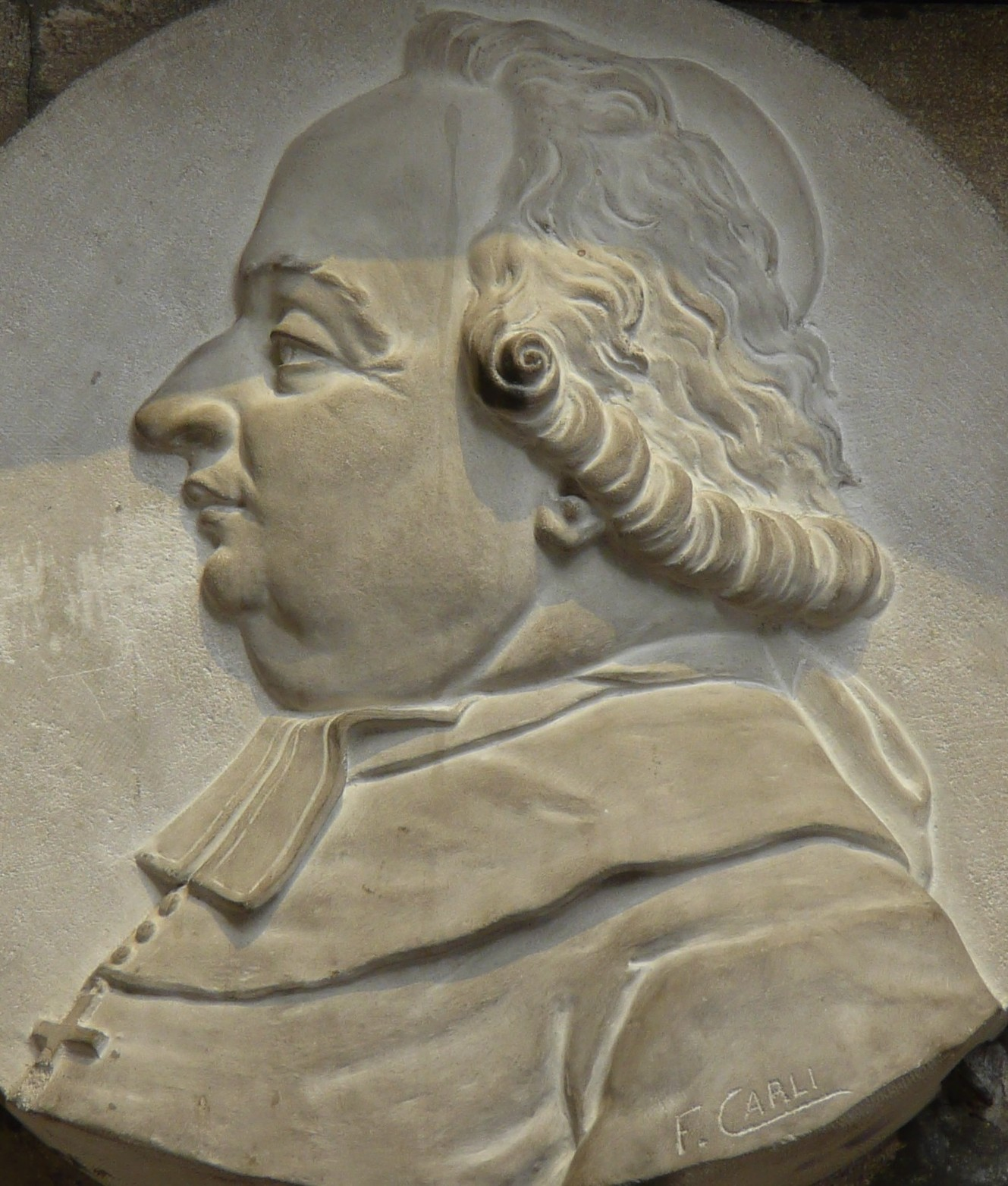
Epitaph von Jean Marie du Lau in der ehemaligen Kathedrale von Arles

Jean Marie du Lau d’Allemans, auch Jean Marie Dulau d’Allemans, (* 30. Oktober 1738 auf Schloss La Coste, Grézels; † 2. September 1792 in Paris) war seit 1775 der letzte Erzbischof von Arles.
Du Lau stellte in seiner Diözese die kirchliche Ordnung wieder her und kam während der Französischen Revolution als Mitglied der Nationalversammlung nach Paris, wo er den Eid auf die Zivilkonstitution für die Geistlichen verweigerte, woraufhin er im dortigen Karmelitenkloster eingekerkert und zusammen mit den übrigen Gefangenen ermordet wurde.
Im Jahre 1926 wurde er gemeinsam mit 190 Opfern der Septembermorde seliggesprochen. Sein Gedenktag ist der 2. September.